# Залізничний транспорт Бельгії
Бельгія має доволі розгалужену залізничну мережу. Загальна довжина ліній становить 3 374 км (майже 0,1 км на 1 км² площі), в тому числі 3 022 км — двоколійні та 3 002 км — електрифікованих ліній. Ширина колії становить 1 435 мм. На звичайних лініях застосовується напруга — 3 кВ, а на швидкісних — 25 кВ.

## Залізничні зв'язки із сусідніми країнами
- Усюди застосовується стандартна європейська колія — 1 435 мм.
  -  Франція— та сама напруга — 3 кВ, постійний струм.
  -  Німеччина— зміна напруги — 15 кВ.
  -  Нідерланди— зміна напруги 1500 В.
  -  Люксембург— зміна напруги 15 кВ.

## Аварії та катастрофи

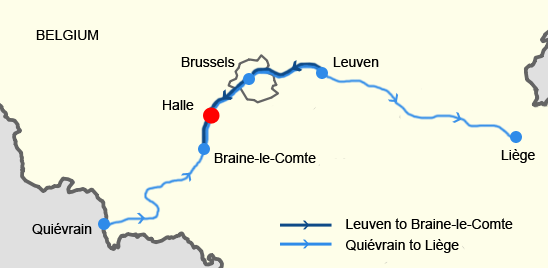
Місце аварії

- 15 лютого 2010 року на бельгійській станції Халле сталось лобове зіткнення потягів. У результаті аварії загинуло 19 осіб[1].